# Lord High Commissioner to the General Assembly of the Church of Scotland

Der Royal Standard von Schottland ist auch das Banner des Lord High Commissioner

Der Lord High Commissioner to the General Assembly of the Church of Scotland ist der persönliche Vertreter des britischen Monarchen bei der Generalversammlung der Church of Scotland (the Kirk), der die Rolle des Monarchen als Beschützer und Mitglied dieser Kirche als der Nationalkirche von Schottland repräsentiert.

## Geschichte
Der Lord High Commissioner to the Parliament of Scotland wurde zwischen 1603 und 1707 als persönlicher Vertreter des Monarchen beim Parlament des Königreichs Schottland ernannt. Die Act of Union 1707 machte diese Funktion überflüssig. Jedoch wurde seit 1690 jedes Jahr ein Lord High Commissioner to the General Assembly of the Church of Scotland als persönlicher Vertreter des Souveräns ernannt.
Vor 1929 tagte die Generalversammlung in der ehemaligen Tolbooth Highland St John’s Church in Edinburgh an der Royal Mile. Für den Hohen Kommissar war dort ein Thron vorgesehen. Nach der Vereinigung der Church of Scotland mit der United Free Church of Scotland im Jahr 1929 tagte die Generalversammlung (seit 1930) immer in der ehemaligen Versammlungshalle der United Free Church, The Mound. Der Hohe Kommissar sitzt auf einem Thron in der Royal Gallery, die jedoch räumlich außerhalb der Assembly Hall ist – als Symbol der Unabhängigkeit der Kirche in geistlichen Fragen gegenüber staatlichen Eingriffen. Die erste Versammlung der neuen vereinigten Kirche 1929 wurde in Räumen in der Annandale Street in Edinburgh abgehalten (heute ein Busdepot), das einzige Gebäude, das für die Versammlung groß genug war. Ein trivialer Protokollstreit über den Zugang zur Royal Gallery in diesem temporären Versammlungsort führte fast zur Abschaffung des Titels. Der Lord High Commissioner (der Duke of York, der spätere König George VI.) hätte durch den Tagungssaal zur Royal Gallery gehen müssen – ein symbolischer Akt des staatlichen Eingriffs in die hart erkämpfte geistliche Unabhängigkeit der Kirche. Der damalige Moderator Dr. John White fand dieses nicht tragbar und schlug sogar vor, dass das Amt insgesamt abgeschafft werden könne. Schließlich wurde ein Konsens in dieser Frage erzielt und das Amt des Hohen Kommissars blieb erhalten.

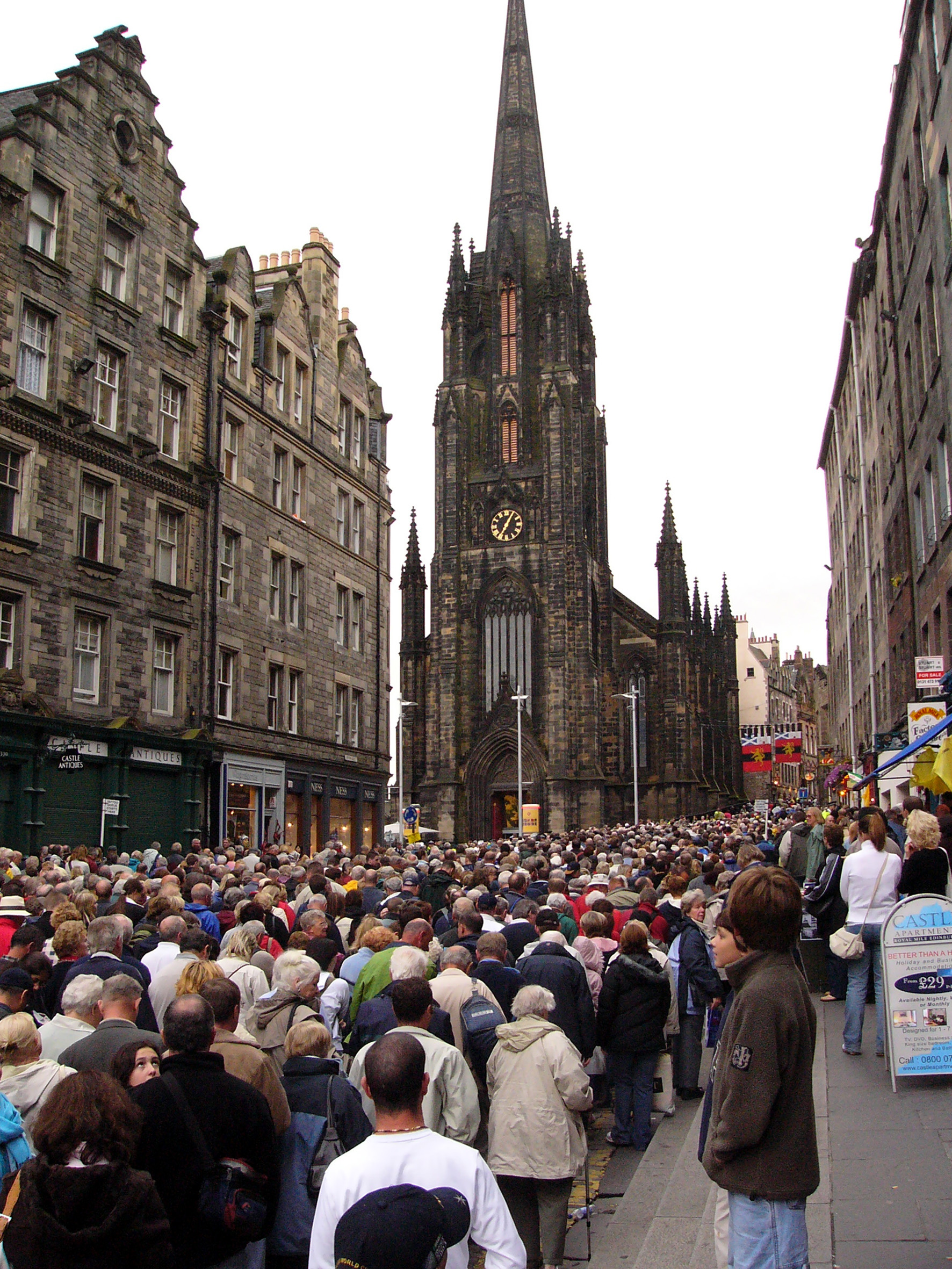
Tolbooth Highland St. John´s Church The Hub
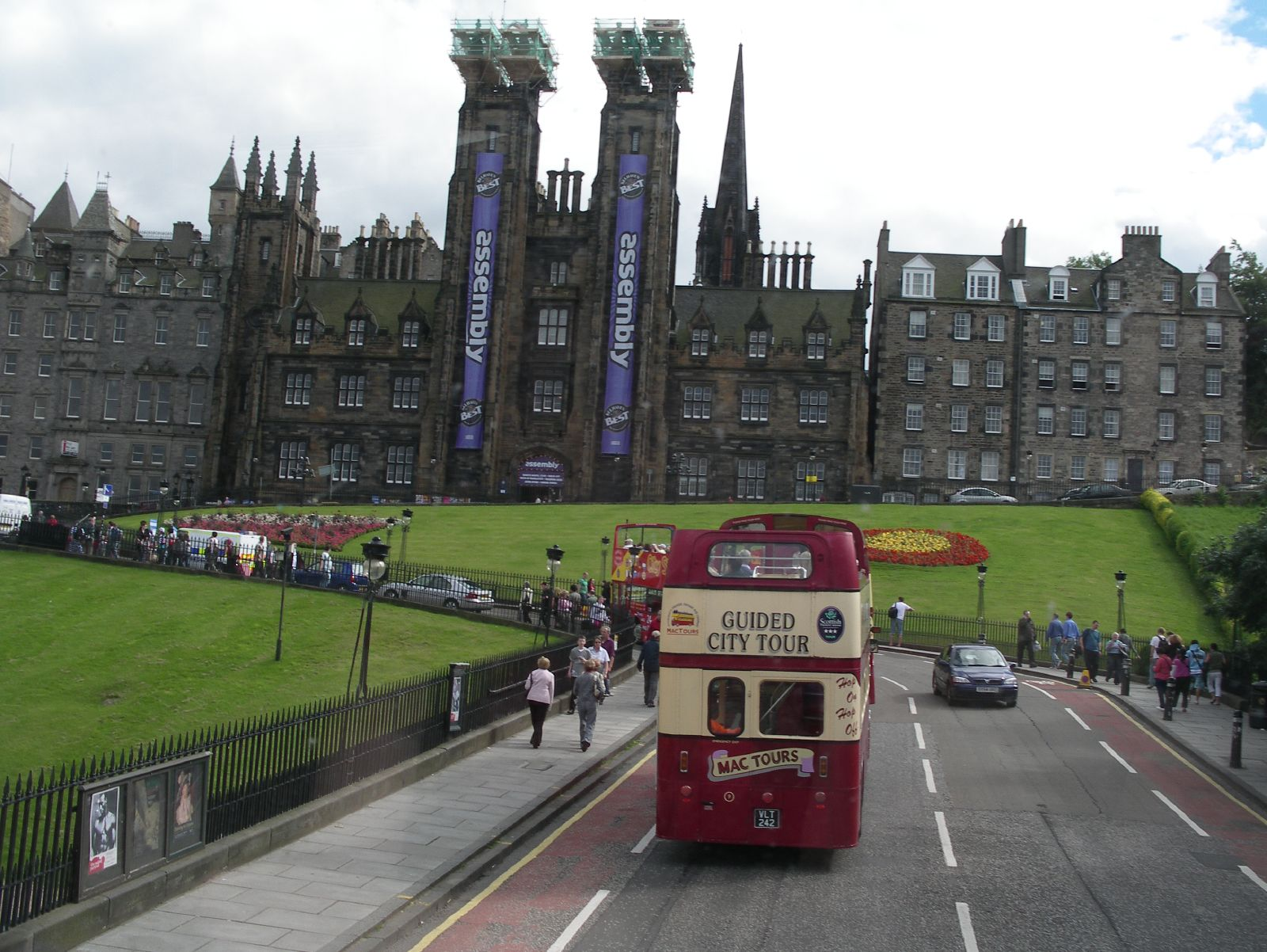
Assembly Gebäude

## Funktionen
Das Amt hat weitgehend zeremoniellen Charakter. Die dazu berufenen Personen haben immer eine Verbindung zum Öffentlichen Dienst in Schottland oder eine enge Verbindung zur Kirche von Schottland. Im Namen des Monarchen nimmt der Hohe Kommissar an den Sitzungen der Generalversammlung teil, eröffnet und beschließt die Versammlung und führt eine Reihe von offiziellen Besuchen und zeremoniellen Funktionen durch, die nicht ausschließlich mit der Kirche von Schottland in Verbindung stehen. Bei der feierlichen Eröffnung der Generalversammlung verliest der Principal Clerk aus der Königlichen Ernennungsurkunde die Ernennung des neuen Hohen Kommissars. Dieser wird aufgefordert, zur Versammlung zu sprechen. Alle anwesenden Vertreter der Generalversammlung werden als „Kommissare“ bezeichnet und haben Stimmrecht. Der Hohe Kommissar hat weder eine Stimme, noch kann er in Debatten eingreifen.
Abgesehen von der Eröffnungs- und Abschlussrede hat er keine Aufgaben, jedoch ist er immer anwesend. Nach der Versammlung informiert er persönlich den Monarchen über die Tagungen der Sitzungswoche.

## Anrede
Während der Generalversammlung wird der Hohe Kommissars als persönlicher Vertreter des Monarchen wie dieser behandelt. Er wird mit Euer Gnaden angeredet und mit einer Verbeugung oder einem Hofknicks angesprochen. Als Prinzessin Anne im Jahr 1996 ernannt wurde, wurde sie als Ihre Gnaden für die Dauer des Amtes angesprochen, da das Amt in der Protokollarischen Rangordnung in Schottland höher rangiert als ihr Titel Ihre Königliche Hoheit.
Wenn eine Frau in das Amt berufen wird, kann der alternative Titel Her Majesty’s High Commissioner verwendet werden. Margaret Herbison war die erste Frau in diesem Amt (1970 und 1971).

## Residenz
Seit 1834 residiert der Hohe Kommissar im Königlich Schottischen Palace of Holyroodhouse und gibt dort für die Mitglieder der Generalversammlung am Samstagnachmittag der Versammlungswoche ein Gartenfest. Er ist berechtigt, das königlich schottische Banner zu verwenden. Selbst der Dienstwagen erhält eine besondere Behandlung und ist mit Ausnahme von desjenigen der Königin das einzige Fahrzeug im Land ohne Nummernschild. Allerdings werden die Schilder während der Abschlussversammlung wieder befestigt und der Hohe Kommissar besteigt das Auto als gewöhnlicher Bürger.

## Haushalt
Es besteht ein Haushalt Seiner Gnaden der Lord High Commissioner. Dieser beinhaltet als Chef des Hauses den Purse Bearer (Schatzmeister), einen Kaplan, einen Aide-de-camp (Flügeladjutant), eine Lady-in-Waiting (Kammerfrau), eine außerordentliche Lady-in-Waiting und eine Maids of Honour (Ehrenfräulein). Der Stabträger trägt den Lord President's Amtsstab oder den alten Schatzkanzler Amtsstab. Ein Master of the Horse (Stallmeister) wird nicht mehr berufen. Die untergeordneten Mitarbeiter umfassen ferner die Assistenten des Schatzmeisters und eine Zofe.

## Liste der Schatzmeister
- Tom Murray, seit 2001
- Robin Blair, 1988–2001
- Sir Charles Fraser, 1969–1988
- Sir Alastair Blair, 1961–1969
- D.C. Scott-Moncreiff, 1959–1960
- Sir Edward Daymonde-Stevenson, 1930–1958

## Liste derLords High Commissioner
- 1580: William Lundie of that Ilk und Sir James Balfour of Pittendreich
- 1581: William Cunningham of Caprington
- 1582: (April) Ralph Kerr
- 1582: (Oktober) James Halyburton und William Stewart of Houston

unvollständig
- 1639: John Stewart, 1. Earl of Traquair
- 1640: vakant
- 1641: John Wemyss, 1. Earl of Wemyss
- 1642: Charles Seton, 2. Earl of Dunfermline
- 1643: Sir Thomas Hope, 1. Baronet
- 1644–1645: vakant
- 1646: Brief des Königs mit Bedauern, dass kein Kommissionsmitglied gesendet werden konnte.
- 1647–1650: vakant
- 1651: Alexander Lindsay, 1. Earl of Balcarres
- 1652–1653: vakant
- 1653–1690: keine Generalversammlung
- 1690: John Carmichael, 2. Lord Carmichael
- 1692: Robert Kerr, 2. Earl of Lothian
- 1694–1699: John Carmichael, 2. Lord Carmichael
- 1700: James Ogilvy, 4. Earl of Findlater
- 1701: William Johnstone, 1. Marquess of Annandale
- 1702: Patrick Hume, 1. Earl of Marchmont
- 1703: James Ogilvy, 4. Earl of Findlater
- 1704: William Ross, 12. Lord Ross
- 1705: William Johnstone, 1. Marquess of Annandale
- 1706–1710: David Boyle, 1. Earl of Glasgow
- 1711: William Johnstone, 1. Marquess of Annandale
- 1712–1714: John Murray, 1. Duke of Atholl
- 1715–1721: John Hamilton-Leslie, 9. Earl of Rothes
- 1722: Hugh Campbell, 3. Earl of Loudoun
- 1723: Charles Hope, 1. Earl of Hopetoun
- 1724: James Ogilvy, 4. Earl of Findlater
- 1725–1726: Hugh Campbell, 3. Earl of Loudoun
- 1727: James Ogilvy, 4. Earl of Findlater
- 1728: Hugh Campbell, 3. Earl of Loudoun
- 1729: David Erskine, 9. Earl of Buchan
- 1730–1731: Hugh Campbell, 3. Earl of Loudoun
- 1732–1738: William Kerr, 3. Marquess of Lothian
- 1739–1740: John Carmichael, 3. Earl of Hyndford
- 1741–1753: Alexander Melville, 5. Earl of Leven
- 1754: John Hope, 2. Earl of Hopetoun
- 1755–1763: Charles Cathcart, 9. Lord Cathcart
- 1764–1772: John Boyle, 3. Earl of Glasgow
- 1773–1776: Charles Cathcart, 9. Lord Cathcart
- 1777–1782: George Ramsay, 8. Earl of Dalhousie
- 1783–1801: David Melville, 6. Earl of Leven
- 1802–1816: Francis Napier, 8. Lord Napier
- 1817–1818: William Hay, 17. Earl of Erroll
- 1819–1824: George Douglas, 16. Earl of Morton
- 1825–1830: James Forbes, 17. Lord Forbes
- 1831–1841: Robert Hamilton, 8. Lord Belhaven and Stenton
- 1842–1846: John Crichton-Stuart, 2. Marquess of Bute
- 1847–1851: Robert Hamilton, 8. Lord Belhaven and Stenton
- 1852: William Murray, 3. Earl of Mansfield
- 1853–1857: Robert Hamilton, 8. Lord Belhaven and Stenton
- 1858–1859: William Murray, 3. Earl of Mansfield
- 1860–1866: Robert Hamilton, 8. Lord Belhaven and Stenton
- 1867–1868: George Baillie-Hamilton, 12. Earl of Haddington
- 1869–1871: John Dalrymple, 10. Earl of Stair
- 1872–1873: David Ogilvy, 5. Earl of Airlie
- 1874–1875: Robert St Clair-Erskine, 4. Earl of Rosslyn
- 1876–1877: Alan Stewart, 10. Earl of Galloway
- 1878–1880: Robert St Clair-Erskine, 4. Earl of Rosslyn
- 1881–1885: John Hamilton-Gordon, 7. Earl of Aberdeen
- 1886: Thomas Hovell-Thurlow-Cumming-Bruce, 5. Baron Thurlow
- 1887–1889: John Hope, 7. Earl of Hopetoun
- 1889–1892: William Hay, 10. Marquess of Tweeddale
- 1893–1895: Gavin Campbell, 1. Marquess of Breadalbane
- 1896–1897: William Hay, 10. Marquess of Tweeddale
- 1898–1906: Ronald Leslie-Melville, 13. Earl of Leven
- 1907–1909: Arthur Kinnaird, 11. Lord Kinnaird
- 1910: John Dalrymple, 11. Earl of Stair
- 1911–1914: Edward Tennant, 1. Baron Glenconner
- 1915: John Hamilton-Gordon, 1. Marquess of Aberdeen and Temair
- 1916–1917: Douglas Graham, 5. Duke of Montrose
- 1918–1920: John Stewart-Murray, 8. Duke of Atholl
- 1921–1922: George Sutherland-Leveson-Gower, 5. Duke of Sutherland
- 1923: Sidney Buller-Fullerton-Elphinstone, 16. Lord Elphinstone
- 1924: James Brown
- 1925–1926: Edward James Bruce, 10. Earl of Elgin
- 1927–1928: John Dalrymple, 12. Earl of Stair
- 1929: George, Duke of York
- 1930–1931: James Brown
- 1932: Sir Iain Colquhoun, 7. Baronet
- 1933–1934: John Buchan
- 1935: George, 1. Duke of Kent
- 1936–1937: Kenneth Kinnaird, 12. Lord Kinnaird
- 1938–1939: Sir John Gilmour, 2. Baronet
- 1940–1941: Sir Iain Colquhoun, 7. Baronet
- 1942–1943: James Graham, 6. Duke of Montrose
- 1944–1945: Victor Hope, 2. Marquess of Linlithgow
- 1946–1948: George Mathers
- 1949: Henry, Duke of Gloucester
- 1950: Andrew Cunningham, 1. Viscount Cunningham of Hyndhope
- 1951: George Mathers
- 1952: Andrew Cunningham, 1. Viscount Cunningham of Hyndhope
- 1953–1955: Douglas Douglas-Hamilton, 14. Duke of Hamilton
- 1956–1957: Walter Elliot
- 1958: Douglas Douglas-Hamilton, 14. Duke of Hamilton
- 1959–1960: David Charteris, 12. Earl of Wemyss
- 1961–1963: Henry, Duke of Gloucester
- 1964: General Sir Richard O’Connor
- 1965–1966: Harald Leslie, Lord Birsay
- 1967–1968: John Reith, 1. Baron Reith
- 1969: Elisabeth II.
- 1970: Peggy Herbison
- 1971–1972 Ronald Colville, 2. Baron Clydesmuir
- 1973–1974: Bernard Fergusson, Baron Ballantrae
- 1975–1976: Sir Hector MacLennan
- 1977: David Charteris, 12. Earl of Wemyss
- 1978–1979: William Ross, Baron Ross of Marnock
- 1980–1981: Andrew Bruce, 11. Earl of Elgin
- 1982–1983: Sir John Edward Gilmour, 3. Baronet
- 1984–1985: Charles Maclean, Baron Maclean
- 1986–1987: John Arbuthnott, 16. Viscount of Arbuthnott
- 1988–1989: Sir Iain Mark Tennant
- 1990–1991: Donald MacArthur Ross, Lord Ross
- 1992–1993: Norman Macfarlane, Baron Macfarlane of Bearsden
- 1994–1995: Lady Marion Anne Fraser
- 1996: Anne, Princess Royal
- 1997: Norman Macfarlane, Baron Macfarlane of Bearsden
- 1998–1999: Norman Hogg, Baron Hogg of Cumbernauld
- 2000: Charles, Duke of Rothesay
- 2001: George Younger, 4. Viscount Younger of Leckie
- 2002: Elisabeth II.
- 2003–2004: David Steel, Baron Steel of Aikwood,
- 2005–2006: James Mackay, Baron Mackay of Clashfern
- 2007: Andrew, Duke of York
- 2008–2009[1]: George Reid
- 2010–2011: David Wilson, Baron Wilson of Tillyorn
- 2012–2013: James Douglas-Hamilton, Baron Selkirk of Douglas
- 2014: Edward, Earl of Wessex[2]
- 2015–2016: David Hope, Baron Hope of Craighead[3][4]
- 2017: Anne, Princess Royal[5]
- 2018–2019: Richard Scott, 10. Duke of Buccleuch[6]
- 2020–2021: William, Earl of Strathearn[7]
- 2022–2023: Patrick Hodge, Lord Hodge
- 2024: Edward, Duke of Edinburgh[8]